# Rossend Calvet i Mata
Rossend Calvet i Mata (Igualada, 1896 - Barcelona, 13 d'abril de 1986) fou un atleta, periodista i dirigent esportiu català.
Estigué vinculat tota la seva vida al FC Barcelona, primer com a atleta i més tard com a secretari del club. Com a atleta començà la seva carrera el 1914 amb 17 anys. Fou campió d'Espanya de cros amb la selecció catalana el 6 de febrer de 1916, cursa en la qual acabà cinquè. A més fou tercer el 1917, segon el 1918 i cinquè el 1919. Fou el campió de la primera cursa Jean Bouin l'any 1920. A la pista fou campió de Catalunya als 800m els anys 1916 i 1917, als 1500m el 1918 i dels 5000m el mateix 1918. Un cop retirat va exercir d'entrenador d'atletes. En la tasca dirigent fou un dels impulsors de la cursa Jean Bouin i de la Federació Catalana d'Atletisme el 1915 i de la secció d'atletisme del Futbol Club Barcelona. Com a periodista fou redactor del setmanari El Sport i de Jornada Deportiva.
Des de l'any 1917 comença a treballar al FC Barcelona, primer com a secretari tècnic i posteriorment com a secretari general. Durant la Guerra Civil espanyola tingué una tasca molt rellevant al capdavant del club. Amb l'assassinat del president del club Josep Sunyol es creà una comissió gestora amb la presència de Rossend Calvet que aconseguí mantenir viu el club. Organitzà la gira americana que el club realitzà durant aquests anys, marxant com a delegat de l'expedició.
Retornà a Barcelona després d'un bombardeig que destruí el local social del club al número 333 del carrer Consell de Cent, juntament amb el conserge Josep Cubells i altres empleats, i gran quantitat de trofeus i documents del club Estigué vinculat al club fins a la seva jubilació el 1963.

## Palmarès
Campionat de Catalunya
- 800 metres llisos: 1916, 1917
- 1.500 metres llisos: 1908
- 5.000 metres llisos: 1908